# Liste der Baudenkmale in Verden (Aller)
In der Liste der Baudenkmale in Verden (Aller) sind alle Baudenkmale der niedersächsischen Stadt Verden (Aller) aufgelistet. Referenz ist der Denkmalatlas Niedersachsen.

## Kernstadt Verden
Aufgrund des Umfangs der Liste der Kernstadt Verden ist diese Liste in die Liste der Baudenkmale in der Kernstadt Verden (Aller) ausgelagert.

## Borstel

### Baudenkmalgruppe Historischer Ortskern Borstel
| Lage                                                   | Bezeichnung                   | Beschreibung     | ID       | Bild |
| ------------------------------------------------------ | ----------------------------- | ---------------- | -------- | ---- |
| Borsteler Dorfstraße 32-44 52° 55′ 11″ N, 9° 15′ 30″ O | Historischer Ortskern Borstel | Baudenkmalgruppe | 34171782 |      |
| Borsteler Dorfstraße 36 52° 55′ 11″ N, 9° 15′ 26″ O    | Wohn- und Wirtschaftsgebäude  |                  | 34173688 |      |
| Borsteler Dorfstraße 44 52° 55′ 11″ N, 9° 15′ 35″ O    | Scheune                       |                  | 34173611 |      |

Zu der Baudenkmalgruppe Historischer Ortskern Borstel gehört außerdem die Baudenkmalgruppe Hofanlage II Borstel.

### Baudenkmalgruppe Hofanlage II Borstel
| Lage                                                | Bezeichnung                  | Beschreibung     | ID       | Bild |
| --------------------------------------------------- | ---------------------------- | ---------------- | -------- | ---- |
| Borsteler Dorfstraße 40 52° 55′ 10″ N, 9° 15′ 29″ O | Hofanlage II Borstel         | Baudenkmalgruppe | 34171859 |      |
| Borsteler Dorfstraße 40 52° 55′ 10″ N, 9° 15′ 28″ O | Wohn- und Wirtschaftsgebäude |                  | 34173637 |      |
| Borsteler Dorfstraße 40 52° 55′ 11″ N, 9° 15′ 28″ O | Scheune                      |                  | 34173663 |      |

## Dauelsen

### Einzeldenkmale
| Lage                                              | Bezeichnung                  | Beschreibung | ID       | Bild |
| ------------------------------------------------- | ---------------------------- | --- | -------- | ---- |
| Dauelser Dorfstraße 1 52° 57′ 16″ N, 9° 13′ 53″ O | Einfriedung                  | | 34172989 |      |
| Dauelser Dorfstraße 3 52° 57′ 17″ N, 9° 13′ 55″ O | Einfriedung                  | | 34172966 |      |
| Dauelser Dorfstraße 6 52° 57′ 17″ N, 9° 13′ 57″ O | Einfriedung                  | | 34172918 |      |
| Dauelser Dorfstraße 7 52° 57′ 19″ N, 9° 13′ 57″ O | Wohn- und Wirtschaftsgebäude | abgerissen | 34173448 |      |
| Dauelser Dorfstraße 7 52° 57′ 18″ N, 9° 13′ 58″ O | Einfriedung                  | | 34172872 |      |
| Dauelser Dorfstraße 11 52° 57′ 21″ N, 9° 14′ 5″ O | Wohn- und Wirtschaftsgebäude | | 34172847 |      |
| Schulstraße 10 52° 57′ 14″ N, 9° 13′ 59″ O        | Altes Schulhaus              | ehemaliges Schulgebäude, heute Begegnungs- und Veranstaltungsstätte sowie Büronutzung (Ortsverwaltung Dauelsen). | 37013242 |      |
| Wischhofsweg 2 52° 57′ 19″ N, 9° 14′ 1″ O         | Einfriedung                  | | 34172895 |      |

## Döhlbergen

### Einzeldenkmale
| Lage                                             | Bezeichnung                  | Beschreibung | ID       | Bild |
| ------------------------------------------------ | ---------------------------- | ------------ | -------- | ---- |
| Döhlberger Straße 2 52° 54′ 2″ N, 9° 11′ 42″ O   | Wohn- und Wirtschaftsgebäude |              | 34173424 | BW   |
| Döhlberger Straße 22 52° 53′ 52″ N, 9° 11′ 37″ O | Wohn- und Wirtschaftsgebäude |              | 34172747 | BW   |
| Hauptstraße 77 52° 53′ 39″ N, 9° 11′ 53″ O       | Schule                       |              | 34172772 | BW   |
| In Rieda 24 52° 53′ 4″ N, 9° 11′ 45″ O           | Wohn- und Wirtschaftsgebäude |              | 34172822 | BW   |

## Eissel bei Verden

### Einzeldenkmale
| Lage                                      | Bezeichnung                  | Beschreibung | ID       | Bild |
| ----------------------------------------- | ---------------------------- | ------------ | -------- | ---- |
| Am Ehrenmal 2 52° 57′ 17″ N, 9° 11′ 38″ O | Wohn- und Wirtschaftsgebäude |              | 34173090 | BW   |
| Eisselort 11 52° 57′ 20″ N, 9° 11′ 39″ O  | Wohn- und Wirtschaftsgebäude |              | 34173162 | BW   |
| Eisselort 32 52° 57′ 25″ N, 9° 11′ 38″ O  | Wohn- und Wirtschaftsgebäude |              | 34173114 | BW   |

## Eitze

### Baudenkmalgruppe Mühlenanwesen
| Lage                                       | Bezeichnung                  | Beschreibung     | ID       | Bild |
| ------------------------------------------ | ---------------------------- | ---------------- | -------- | ---- |
| Eitzer Mühle 3 52° 54′ 31″ N, 9° 16′ 56″ O | Mühlenanwesen                | Baudenkmalgruppe | 34172424 |      |
| Eitzer Mühle 3 52° 54′ 31″ N, 9° 16′ 57″ O | Wohn- und Wirtschaftsgebäude |                  | 34173012 |      |
| Eitzer Mühle 3 52° 54′ 30″ N, 9° 16′ 54″ O | Wassermühle                  |                  | 34173138 |      |

### Baudenkmalgruppe Hofanlage Im Dicken Ort 10
| Lage                                         | Bezeichnung                                  | Beschreibung     | ID       | Bild |
| -------------------------------------------- | -------------------------------------------- | ---------------- | -------- | ---- |
| Im Dicken Ort 10 52° 54′ 24″ N, 9° 16′ 46″ O | Hofanlage Im Dicken Ort 10                   | Baudenkmalgruppe | 34171734 |      |
| Im Dicken Ort 10 52° 54′ 24″ N, 9° 16′ 46″ O | Hof Holtköper – Wohn- und Wirtschaftsgebäude |                  | 34173255 |      |
| Im Dicken Ort 10 52° 54′ 23″ N, 9° 16′ 46″ O | Stall                                        |                  | 34173210 |      |
| Im Dicken Ort 10 52° 54′ 24″ N, 9° 16′ 46″ O | Backhaus                                     |                  | 34173233 |      |

### Einzeldenkmale
| Lage                                         | Bezeichnung                  | Beschreibung | ID       | Bild |
| -------------------------------------------- | ---------------------------- | ------------ | -------- | ---- |
| Im Dicken Ort 6 52° 54′ 23″ N, 9° 16′ 49″ O  | Wohn- und Wirtschaftsgebäude |              | 34173186 |      |
| Im Dicken Ort 25 52° 54′ 28″ N, 9° 16′ 37″ O | Speicher                     |              | 34173281 |      |

## Groß Hutbergen

### Einzeldenkmale
| Lage                                                | Bezeichnung                  | Beschreibung | ID       | Bild |
| --------------------------------------------------- | ---------------------------- | ------------ | -------- | ---- |
| Thedinghauser Straße 8 52° 55′ 19″ N, 9° 11′ 36″ O  | Wohn- und Wirtschaftsgebäude |              | 34173399 | BW   |
| Thedinghauser Straße 12 52° 55′ 19″ N, 9° 11′ 33″ O | Wohn- und Wirtschaftsgebäude |              | 34172797 | BW   |
| Thedinghauser Straße 24 52° 55′ 18″ N, 9° 11′ 28″ O | Wohn- und Wirtschaftsgebäude |              | 34173353 | BW   |
| L 203, km 8,805 52° 55′ 32″ N, 9° 10′ 31″ O         | Brücke                       |              | 34173502 | BW   |

## Hönisch

### Baudenkmalgruppe Gutshof Nienburger Straße
| Lage                                               | Bezeichnung               | Beschreibung     | ID       | Bild |
| -------------------------------------------------- | ------------------------- | ---------------- | -------- | ---- |
| Nienburger Straße 31/33 52° 54′ 49″ N, 9° 13′ 4″ O | Gutshof Nienburger Straße | Baudenkmalgruppe | 34171924 | BW   |
| Nienburger Straße 31/33 52° 54′ 51″ N, 9° 13′ 2″ O | Gutshof                   |                  | 34173740 | BW   |

## Klein Hutbergen

### Einzeldenkmale
| Lage                                      | Bezeichnung                  | Beschreibung | ID       | Bild |
| ----------------------------------------- | ---------------------------- | ------------ | -------- | ---- |
| Schanzenweg 1 52° 55′ 49″ N, 9° 11′ 51″ O | Wohn- und Wirtschaftsgebäude |              | 34173305 | BW   |
| - 52° 56′ 28″ N, 9° 11′ 28″ O             | Schanze                      |              | 34173329 | BW   |

## Scharnhorst

### Einzeldenkmale
| Lage                                     | Bezeichnung                    | Beschreibung | ID       | Bild |
| ---------------------------------------- | ------------------------------ | ------------ | -------- | ---- |
| Uhlemühlen 1 52° 56′ 32″ N, 9° 15′ 13″ O | Brunnenanlage                  |              | 34173530 | BW   |
| - 52° 56′ 6″ N, 9° 17′ 38″ O             | Kirchlintler Schwert – Denkmal |              | 34173766 | BW   |

## Walle

### Einzeldenkmale
| Lage                                   | Bezeichnung | Beschreibung | ID       | Bild |
| -------------------------------------- | ----------- | ------------ | -------- | ---- |
| Im Saal 25 52° 58′ 35″ N, 9° 15′ 10″ O | Scheune     |              | 34172726 | BW   |